# Mohammed el-Qorri
 (juin 2012).
Si vous disposez d'ouvrages ou d'articles de référence ou si vous connaissez des sites web de qualité traitant du thème abordé ici, merci de compléter l'article en donnant les références utiles à sa vérifiabilité et en les liant à la section « Notes et références ».
Mohammed el-Qorri (Fqih el-Qorri) est né vers 1900 à Bani Korra, à 70 km au nord de Fès. C'est un nationaliste marocain mort pendant son incarcération en 1937, alors que le Maroc était placé sous protectorat, dans le camp de Goulmima. Une rue de Casablanca porte son nom.

## Biographie

### Formation
Mohammed el-Qorri né à Bani Korra, Douar El-ghrarsa,Senhadja Dhall, qui, avec Ouled Azam et Bouadel compose la commune de Bouadel, Province de Taounate [À ne pas confondre avec un autre Mohammed Elkorri, lui aussi originaire de bani korra, douar Ouled Taleb Abdellah, retraité, qui vit actuellement (2012) à Salé, et qui était le dernier Soultane Talaba à l'université Alquaraouyine, comme souvent cité sur plusieurs sites internet] dans une famille « vivant de l'agriculture », peu fortunée mais pour laquelle l'instruction est importante. Son père Ahmed fait le choix d'organiser son instruction à la maison, n'étant pas porté, bien que de formation classique, vers un système traditionnel qui consacre dix années uniquement à l'apprentissage du Coran. À sept ans, Mohammed connait déjà par cœur les sourates du Coran, trois ans plus tard, il maitrise la grammaire ainsi que les subtilités de la langue arabe. Vers ses quatorze ans, il est au fait des grands classiques de la littérature arabe et de la théologie musulmane. Au vu des capacités de son fils, Ahmed décide dès lors de l'envoyer étudier à l'Université Al Quaraouiyine de Fès. Prenant le statut des afaqiyine (les banlieusards), il bénéficie des avantages accordés et donc installés à la medersa el-Attarine. Studieux, il a eu comme mentor le cheikh Mohammed Ben Larbi el-Alaoui. Ce dernier lui conseille de ne pas se limiter au savoir dispensé dans l'université et d'élargir le champ de sa quête en dehors. Il s'en trouva un penchant pour la poésie qu'il récite d'après ses amis des œuvres entières de mémoire.
Mohammed el-Qorri se réclame du salafisme (qui n'a rien en commun avec celui qui s'est développé par la suite en Arabie saoudite). Il prône la renaissance de la nation marocaine et recommande d'être vigilant face à l'engouement pour la "pacification" occidentale. Il exhorte les marocains à s'approprier les découvertes scientifiques du siècle, à développer une instruction moderne sur la base d'une langue arabe revisitée ainsi que la scolarisation des enfants.

### Du théâtre au journalisme
el-Qorri écrit et met en scène des pièces de théâtre dans lesquelles il n'hésite pas à donner la réplique. Il a mis en scène L'orphelin, La science, Les tuteurs. contemporain de la naissance du journalisme arabe, il s'implique dans le mouvement. Correspondant à Fès du journal Essaâda dont il deviendra par la suite le délégué-distributeur. Il publia en 1930 des poèmes et des articles dans le journal El Maghrib édité à Rabat par l'algérien Mohammed Saleh Missa. Il inaugure dans la presse marocaine les chroniques et le reportage. Il rejoint le journal Ed-Difaâ proche du parti démocratique et de l'indépendance (PDI) de Mohamed Hassan Ouazzani Touhami et s'occupe à rédiger une chronique intitulée La voix du Fellah opprimé!.

### Nationalisme
Fervent nationaliste, il participe activement aux manifestations conte la promulgation du dahir berbère en 1930. Il œuvre pour un rapprochement entre le mouvement national et sultan Mohammed ben Youssef. Il compose le premier hymne national à l'occasion de la fête du trône le 18 novembre 1933. Lors de la scission du parti national (Comité d'action marocaine) en nationaliste pro-El Fassi et les pro-Ouazzani, il est alors à la tête d'un groupe de sages et entame une médiation. Il prêche pour une unité des nationalistes et réclame la libération des prisonniers ce qui l'emmènera directement au camp de Goulmima par le nouveau résident général, le général Charles Noguès. Son camarade Mohammed Ibrahim el-Kettani dans son livre Mémoires d'un prisonnier raconte comment el-Qorri veut transformer le bagne en un front de lutte et d'unité. 
Selon Mohammed Ben el-Abbas el-Kabbaj dans Anthologie de la poésie arabe el-Qorri est de cette génération de créateurs vifs et vivifiants.